# Aydoğdu, Vezirköprü
Aydoğdu là một xã thuộc huyện Vezirköprü, tỉnh Samsun, Thổ Nhĩ Kỳ. Dân số thời điểm năm 2010 là 509 người.